# Marion Isbert
Marion Isbert (* 25. Februar 1964 in Vallendar, geb. Feiden) ist eine ehemalige deutsche Fußball-Nationalspielerin.

## Karriere

### Vereine
Marion Isberts Karriere begann als Stürmerin beim TuS Ahrbach, mit dem sie 1989 das Finale um die deutsche Meisterschaft erreichte und Torschützenkönigin wurde. Ein Jahr später verpasste sie mit ihrer Mannschaft die Qualifikation für die neue Bundesliga. Daraufhin wechselte sie zusammen mit Jutta Nardenbach zum TSV Siegen, mit dem sie 1991 und 1992 deutsche Meisterin wurde und auch das Finale des DFB-Pokals erreichte. 1992 wechselte sie erneut zum TuS Ahrbach.
Seit Sommer 2008 trainierte Isbert verschiedene Juniorinnen-Mannschaften des Sportvereins 1936 Niederwerth e. V., aktuell ist sie in der Alte-Herren-Mannschaft aktiv und sorgt damit für ein Novum beim Deutschen Fußball-Bund.

### Nationalmannschaft
Isbert nahm am ersten offiziellen DFB-Länderspiel der Frauen überhaupt am 10. November 1982 gegen die Schweiz teil. Höhepunkt ihrer Karriere war das Halbfinale der Europameisterschaft 1989. Im Elfmeterschießen gegen Italien hielt sie zunächst drei Elfmeter, bevor sie den entscheidenden persönlich verwandelte. 1989 und 1991 wurde sie Europameisterin.
Ebenfalls 1991 nahm sie an der ersten Weltmeisterschaft teil und belegte mit ihrer Mannschaft den vierten Platz. Das „kleine Finale“ gegen Schweden war zugleich ihr letztes von 58 Länderspielen. Danach trat sie aus familiären Gründen aus der Nationalmannschaft zurück.
Sie ist die erste Spielerin einer DFB-Auswahl, welche nach der Geburt ihres Kindes wieder in den DFB Kader zurückgekehrt ist.

## Erfolge
- Deutscher Meister 1991, 1992, -Finalist 1989
- DFB-Pokal-Finalist 1992

## Auszeichnungen
Für den Gewinn der Europameisterschaft 1989 wurde sie wie ihre Nationalmannschaftsspielerinnen mit dem Silbernen Lorbeerblatt ausgezeichnet.